# Linexert
Linexert – miejscowość i gmina we Francji, w regionie Burgundia-Franche-Comté, w departamencie Górna Saona.
Według danych na rok 1990 gminę zamieszkiwało 140 osób, a gęstość zaludnienia wynosiła 70 osób/km² (wśród 1786 gmin Franche-Comté Linexert plasuje się na 603. miejscu pod względem liczby ludności, natomiast pod względem powierzchni na miejscu 1022.).